# Fred Hoyle

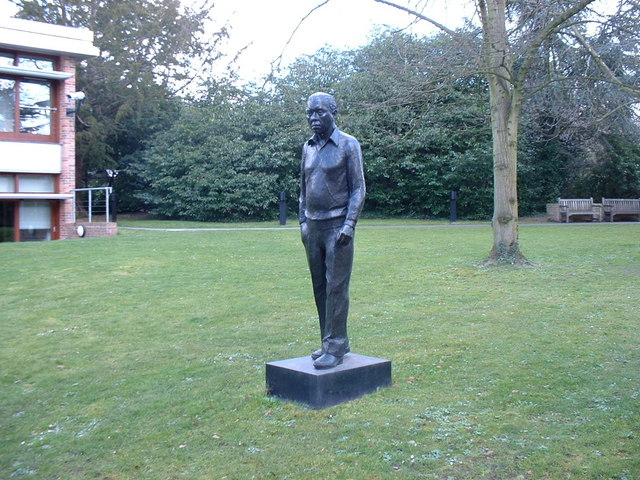
Standbeeld van Fred Hoyle op het terrein van het Instituut voor Astronomie in Cambridge

Fred Hoyle (Bingley (Yorkshire), 24 juni 1915 - Bournemouth, 20 augustus 2001) was een Brits astronoom en kosmoloog. Hij was vooral bekend vanwege zijn oppositie tegen de Big Bangtheorie en stelde daar zijn eigen steady state theorie tegenover. De term Big Bang liet Hoyle in een radio-interview vallen als denigrerende benaming. Sindsdien is die term een algemeen aanvaard begrip. 
Hoyle is binnen de astronomische wereld verder bekend vanwege zijn voorspelling, in 1953 gedaan, dat zwaardere elementen dan helium en waterstof in sterren worden gevormd door nucleosynthese. Hoyle stelde dat helium in sterren fuseerde tot koolstof, het zogenaamde triple-alfaproces. Hoyle publiceerde deze theorie samen met William Fowler en het echtpaar Geoffrey en Margaret Burbidge in 1957. In 1983 kreeg, tot verontwaardiging van de gehele astronomische wereld, alleen William Fowler de Nobelprijs voor de Natuurkunde voor deze belangrijke theorie.
Hoyle was van 1958 tot 1972 hoogleraar aan de Universiteit van Cambridge en stichtte daar het Instituut voor Astronomie. Hij was verbonden aan het St John's College. Hij moest in 1972 terugtreden na een reeks van persoonlijke en vakinhoudelijke conflicten met Martin Ryle. In de jaren 80 leefde Hoyle teruggetrokken van de academische wereld en lanceerde een aantal controversiële theorieën over de evolutie (panspermie) en over de buitenaardse herkomst van ziekten als influenza.
In 1972 werd Hoyle in de adelstand verheven voor zijn verdiensten voor de astronomie; sindsdien mag hij als sir benoemd worden. 
Hoyle heeft in de loop van zijn leven een zestiental succesvolle sciencefictionverhalen geschreven, alsmede de scripts voor een aantal tv-series, waarvan de A voor Andromeda de bekendste is. In 1957 verscheen van zijn hand The Black Cloud (De zwarte wolk), een besteller in het sf-segment, dat al vlot in het Nederlands verscheen (1959).
- Bibsys: 90055319
- Biblioteca Nacional de España: XX1155784
- Bibliothèque nationale de France: cb11907841b (data)
- Catàleg d'autoritats de noms i títols de Catalunya: 981058518390906706
- CiNii: DA00695820
- Gemeinsame Normdatei: 119212331
- International Standard Name Identifier: 0000 0001 2102 2135
- Library of Congress Control Number: n79018031
- Nationale Bibliotheek van Letland: 000070753
- MusicBrainz: 40b69df4-e4f6-400b-b3c6-1981c6424eeb
- Mathematics Genealogy Project: 82968
- Bibliotheek van het Japanse parlement: 00443887
- Nationale Bibliotheek van Tsjechië: jn20000703106
- Nationale bibliotheek van Australië: 35209816
- Nationale Bibliotheek van Israël: 987007301473305171
- Nationale Bibliotheek van Polen: a0000001225910
- Nationale en Universitaire bibliotheek Zagreb: 000173254
- Nederlandse Thesaurus van Auteursnamen: 068838131
- Réseau des bibliothèques de Suisse occidentale: 02-A003386138
- Istituto Centrale per il Catalogo Unico: CFIV015933
- LIBRIS: 301172
- SNAC: w6dz09v4
- Système universitaire de documentation: 026925931
- Virtual International Authority File: 71392370
- WorldCat: E39PBJrRkj3F3mB3MQMxKkPG73